# Kolonie (nederzetting)

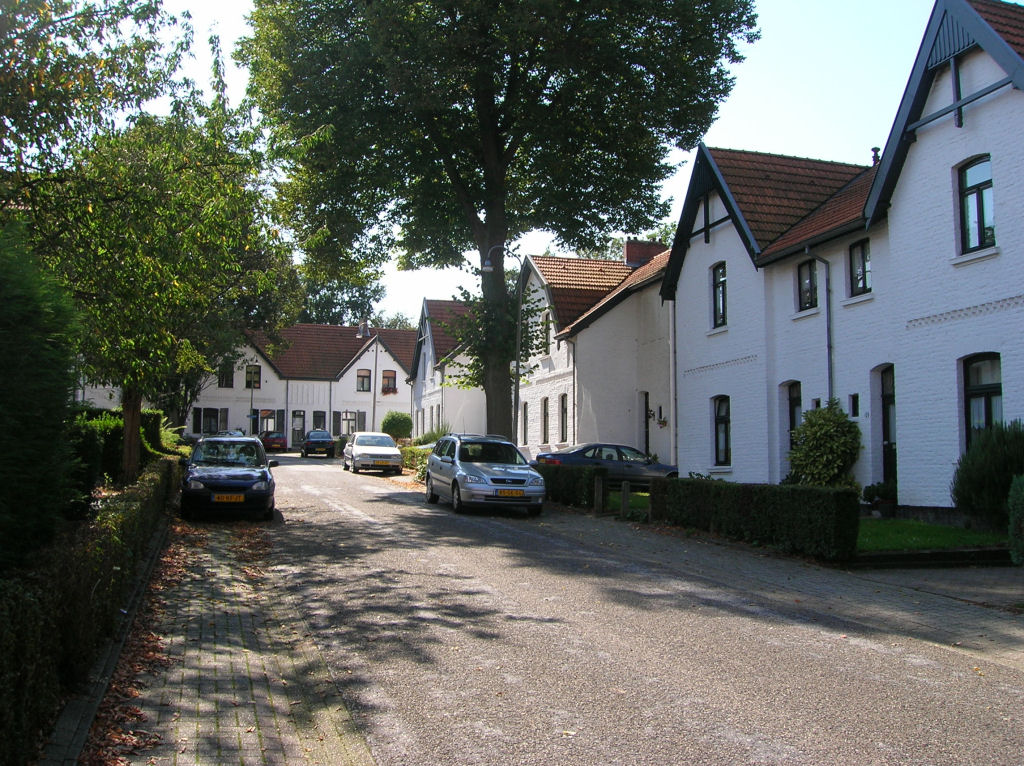
Mijnwerkerskolonie Hopel

Een kolonie is een nederzetting met een zeker doel; vaak ontginning, cultivering of idealisme. In de loop van de industrialisatie ontstonden vaak speciaal gebouwde wijken om de arbeiders van grote fabrieken of mijnen te huisvesten.

## Bedelaars- of Weldadigheidskolonie
Na de Napoleontische oorlogen was er veel armoede in het Verenigd Koninkrijk der Nederlanden. Men wilde hier een antwoord op bieden door de Koloniën van Weldadigheid op te richten. Om dit te bewerkstelligen werd in 1818 een Maatschappij van Weldadigheid opgericht door Johannes van den Bosch. Hieruit kwamen volgende koloniën voort:
- Frederiksoord (1818)
- Ommerschans (1819)
- Willemsoord (1820)
- Wilhelminaoord (1821)
- Wortel-kolonie (1822-1842)
- Merksplas-kolonie (1825-1842)

Na de Belgische Revolutie gingen Wortel- en Merksplas-Kolonie failliet omdat ze te sterk gelinkt waren aan het Nederlands koningshuis. Vanuit de bedelaarsgestichten die tijdens de Franse Tijd in België waren opgericht, bleven er wel bedelaarsoorden bestaan te:
- Bergen
- Brugge
- Hoogstraten
- Rekem
- Ter Kameren[1]

Wortel- en Merksplas-Kolonie werden in 1870 terug opgestart onder de naam Rijksweldadigheidskolonie. In 1993 eindigde de werking van deze twee landbouwkoloniën in België. (zie Afschaffing wet op de landloperij)

## Landbouwkolonie
- Lommel-Kolonie (1850) was een irrigatieproject dat een antwoord was op de hongersnood van 1845. Met behulp van kanalen wilde men de dorre grond bevloeien.

## Strafkolonie
Een strafkolonie is het afzonderen op een plek ver weg van veroordeelden. Zo werden veroordeelde Britten naar Australië gestuurd.

## Mijnkolonie
Een fabrieksnederzetting is ook een vorm van kolonie, alhoewel in België meer de benaming cité gangbaar is. In Nederlands-Limburg werd de term (met het accent op de laatste lettergreep) gebruikt om mijnwerkerswijken aan te duiden. In Parkstad Limburg (Oostelijke Mijnstreek) zijn nog verschillende mijnkoloniën te vinden, die vaak tot beschermde stadsgezichten zijn uitgeroepen. Enkele mijnkoloniën zijn:
- Treebeek, Brunssum
- Beersdal, Heerlen
- Maria Christinawijk, Heerlen
- Hopel, Eygelshoven

## Veenkolonie
Een veenkolonie was een nederzetting waar de arbeiders woonden die in het veen werkten. 

## Handelskolonie
In Brugge was er in de 19de eeuw een handelaarsnederzetting van Engelse lieden. De Engelse kolonie was een wijk van ongeveer duizend Engelsen die hun gebruiken uit hun thuisland behielden.

## Masarykova-kolonie
Anno 1931 werd in de Eerste Tsjecho-Slowaakse Republiek, in Košice, de Masarykova-kolonie gebouwd, met de huisvesting van een groot aantal bankbedienden als doel.